# شخصية (فلم)
شخصية  (بالإنجليزية: Character) هو فيلم دراما تم إنتاجه في بلجيكا وهولندا وصدر في سنة 1997.

## بطولة
- جان ديكلار

## الميزانية والإيرادات
بلغت تكلفة إنتاج الفيلم حوالي 4,500,000 دولار بينما حقق أرباحا تقدر بـ 713,413 دولار.

### ترشيحات وجوائز
| السنة | الحدث  | الفئة           | النتيجة  |
| ----- | ------ | --------------- | -------- |
|       | أوسكار | أفضل فيلم أجنبي | فـــــوز |

## وصلات خارجية
- شخصية على موقع IMDb (الإنجليزية)
- شخصية على موقع الموسوعة البريطانية (الإنجليزية)
- شخصية على موقع روتن توميتوز (الإنجليزية)
- شخصية على موقع نتفليكس (الإنجليزية)
- شخصية على موقع ألو سيني (الفرنسية)
- شخصية على موقع Turner Classic Movies (الإنجليزية)
- شخصية على موقع أول موفي (الإنجليزية)
- شخصية على موقع بوكس أوفيس موجو (الإنجليزية)
- شخصية على موقع فيلمافينيتي (الإسبانية)
- شخصية على موقع قاعدة بيانات الأفلام السويدية (السويدية)

1. ↑  وصلة مرجع: http://www.kinokalender.com/film1430_karakter.html. الوصول: 5 يناير 2018.
2. ↑  وصلة مرجع: https://www.oscars.org/oscars/ceremonies/1998.
3. ↑  وصلة مرجع: http://www.imdb.com/title/tt0119448/. الوصول: 7 يوليو 2016.
4. 1 2  وصلة مرجع: http://stopklatka.pl/film/charakter. الوصول: 7 يوليو 2016.
5. 1 2  وصلة مرجع: http://www.filmaffinity.com/es/film293622.html. الوصول: 7 يوليو 2016.
6. 1 2 3 4 5 6 7 8 9 10 11 12 13 14 15 16 17  مذكور في: قاعدة بيانات الأفلام التشيكية السلوفاكية. لغة العمل أو لغة الاسم: التشيكية. تاريخ النشر: 2001.
7. 1 2  وصلة مرجع: http://www.allocine.fr/film/fichefilm_gen_cfilm=12239.html. الوصول: 7 يوليو 2016.
8. 1 2  وصلة مرجع: http://www.filmaffinity.com/en/film293622.html. الوصول: 7 يوليو 2016.
9. 1 2 3  وصلة مرجع: http://www.imdb.com/title/tt0119448/fullcredits. الوصول: 7 يوليو 2016.
10. ↑  "Wil van der Meer - Credits (text only) - IMDb".
11. ↑  "Tjerk Risselada - IMDb". اطلع عليه بتاريخ 2025-07-21.